# Челлсі Меммел
Челлсі Меммел  (англ. Chellsie Memmel, 23 червня 1988) — американська гімнастка, олімпійська медалістка.

## Виступи на Олімпіадах
| Олімпіада  | Дисципліна        | Місце             |
| ---------- | ----------------- | ----------------- |
| Пекін 2008 | різновисокі бруси | 16 (кваліфікація) |
| Пекін 2008 | абсолютний залік  | 94 (кваліфікація) |
| Пекін 2008 | командний залік   | 2                 |